# Posuhiv, Murovani Kurîlivți
Posuhiv (în ucraineană Посухів) este un sat în comuna Kurașivți din raionul Murovani Kurîlivți, regiunea Vinnița, Ucraina.

## Demografie
Componența lingvistică a localității Posuhiv
     Ucraineană (99,66%)
     Alte limbi (0,34%)
Conform recensământului din 2001, majoritatea populației localității Posuhiv era vorbitoare de ucraineană (99,66%), existând în minoritate și vorbitori de alte limbi.